# Christian Räntz
Johann Christian Friedrich Räntz (* 17. Februar 1750 in Bayreuth; † 14. August 1795 in Berlin) war ein deutscher Bildhauer, Zeichner und Kupferstecher aus der Künstlerfamilie Räntz.

## Leben
Christian Räntz war ein Sohn des Bayreuther Bildhauers Johann Gabriel Räntz und Enkel des Bildhauers Elias Räntz. Er war Schüler seines Vaters. Nach dem Tod seines älteren Bruders Johann Lorenz Wilhelm übernahm er dessen Stelle im Bildhaueratelier von Antoine Tassaert in Berlin, wo er bis zu dessen Tod 1788 arbeitete. 1791 stellte er ein Gipsmodell einer Reiterstatue Friedrichs II. aus. Unter Schadow arbeitete er 1792 an den Reliefs für das Brandenburger Tor nach Entwürfen von Bernhard Rode. Räntz heiratete 1781 Dorothea Sophia Sprenger aus Hammelspring, die Bildhauerin, Zeichnerin, Kupferstecherin und Wachsbossiererin war. Als er im Alter von 45 Jahren starb, hinterließ er sieben minderjährige Kinder. Der älteste Sohn Karl Michael Friedrich (* 1778 in Berlin; † 22. November 1855 ebenda) wurde ebenfalls Bildhauer.